# Koněšín
Koněšín (en allemand : Koneschin) est une commune du district de Třebíč, dans la région de Vysočina, en République tchèque. Sa population s'élevait à 501 habitants en 2024.

## Géographie
Koněšín se trouve à 9 km à l'ouest-sud-ouest du centre de Náměšť nad Oslavou, à 12 km à l'est-sud-est de Třebíč, à 40 km au sud-est de Jihlava et à 154 km au sud-est de Prague.
La commune est limitée par Vladislav et Smrk au nord, par Studenec à l'est, par Kozlany au sud-est, par Třebenice au sud, et par Číměř à l'ouest.

## Histoire
La première mention écrite de la localité date de 1104.

## Transports
Par la route, Koněšín se trouve à 14 km de Náměšť nad Oslavou, à 14 km de Třebíč, à 47,5 km de Jihlava et à 184 km de Prague.